# Владимир Крючков
Владимир Александрович Крючков (на руски език: Владимир Александрович Крючков) е съветски политик, офицер – армейски генерал, председател на КГБ на СССР (1988 – 1991), който е сред главните действащи фигури в опита за държавен преврат, наречен „Августовски пуч“, през 1991 г. Член е на КПСС от 1944 г.

## Биография
Роден е в гр. Царицин на 29 февруари 1924 г. Работи в Артилерийски завод № 221 в Сталинград (1941 – 1942) и в Артилерийски завод №92 в гр. Горки (1942 – 1943).

### ВЛКСМ и дипломация
На комсомолска работа е от 1943 г. Избран е за първи секретар на Районния комитет на Барикадния район (1944) и за втори секретар на Градския комитет на ВЛКСМ през 1946 г. Работи като народен следовател в прокуратурата на Тракторозаводския район на Волгоград, прокурор в Следствения отдел на Волгоградската прокоратура (1947 – 1950) и прокурор в Кировския район на Волгоград (1950 – 1951).
Завършва Всесъюзния задочен юридически институт със специалност „Юрист“ (1949) и Висшата дипломатическа школа на СССР (1954).
Назначен е на длъжност трети секретар в 4-ти европейски отдел на Министерството на външните работи. Дипломат е в посолството в Унгария (1955 – 1959), когато посланик там (до март 1957 г.) е Юрий Андропов. Взема участие в събитията по Унгарското въстание от 1956 г.
В апарата на ЦК на КПСС работи като референт (1959 – 1963), началник-сектор (1965 – 1965) и помощник на секретаря на КПСС Ю. Андропов (1965 – 1967).

### В сигурността
Започва работа в Комитета за държавна сигурност (КГБ) на СССР на 24 май 1967 г. като помощник на току-що назначения му председател Ю. Андропов. Става началник на Секретариата (1967), първи заместник-началник (1971) и началник на 1-во главно управление (за външно разузнаване) (1974), като едновременно е и заместник-председател на КГБ от 1978 до 1988 г. Проявява се като добър организатор.
Армейски генерал (27 януари 1988). Председател е на КГБ от 1 октомври 1988 до 21 август 1991 г.
Член е на Политбюро на КПСС от 20 септември 1989 г.

### Августовски пуч(1991)
Член е на така наречения Държавен комитет по извънредните обстоятелства, който се опитва да осъществи държавен преврат чрез пуча от 19-21 август 1991 г. От 5 до 17 август провежда срещи и съвещания на членовете на Комитета. През нощта на 17 срещу 18 август членовете на Комитета подписват документ за отстраняване от властта на Михаил Горбачов – президент на СССР, и въвеждане на извънредно положение в страната.
Поради тази причина е свален от длъжност. Арестуван е по обвинение в държавна измяна на 22 август 1991 г.

### След Августовския пуч
Държан е 16 мес. в следствения изолатор №1 „Матроска тишина“ в Москва, освободен е срещу мярка за неотклонение подписка през декември 1992 г. Амнистиран е от Държавната дума на Федералното събрание на Русия през 1994 г.
Излиза с обръщение към президента Б. Н. Елцин на 3 юли 1992 г., в което го обвинява в прехвърляне на вината за разпадането на СССР на членовете на Държавния комитет по извънредните обстоятелства.
Бил е председател на Съвета на директорите на „Регион“ АД (АО „Регион“), влизащо във финансовата корпорация „Система“, и съветник на директора на ФСБ на РФ В. В. Путин. Член на организационния комитет на Движението в подкрепа на армията.
Умира в Москва на 83-годишна възраст на 23 ноември 2007 г. Погребан е в Москва на Троекуровското гробище.

## Други
Награден е с 2 ордена „Ленин“, орден „Червено знаме“, орден „Октомврийска революция“, 2 ордена „Трудово червено знаме“, орден „Почетен знак“, медали и други съветски и чуждестранни отличия.
Автор е на 5 книги:
- „Личное дело“ („Личное дело“, 1996);
- „На края на пропастта“ („На краю пропасти“, 2003);
- „Личност и власт“ („Личность и власть“, 2004);
- „Без срок на давност“ „Без срока давности“, 2006).

В последните си години пише мемоари. Владее немски и унгарски език. Бил е способен на скоростно четене. Притежавал лична картотека с над 300 000 картички с откъси и цитати от книги, статии и информационни съобщения, които са му харесали. Любител на театъра.
Женен е за Екатерина Петровна, имат 2 сина, внуци.